# Oppenheim (Duitsland)
Oppenheim is een gemeente in de Duitse deelstaat Rijnland-Palts, gelegen in de Landkreis Mainz-Bingen. De plaats telt 7.582 inwoners.
Het stadje beschikt over een ondergronds tunnelstelsel dat vanaf de 8e eeuw werd gegraven om ondergrondse wijnkelders te verbinden. Tijdens de Dertigjarige Oorlog werden ze gebruikt als schuilplaats voor de Spaanse troepen.
Oppenheim was een Vrije Rijksstad. Het stadje werd in 1689 tijdens de Negenjarige Oorlog door de Fransen verwoest toen koning Lodewijk XIV meende erfrechten te kunnen doen gelden op de linker Rijnoever.

## Monumenten

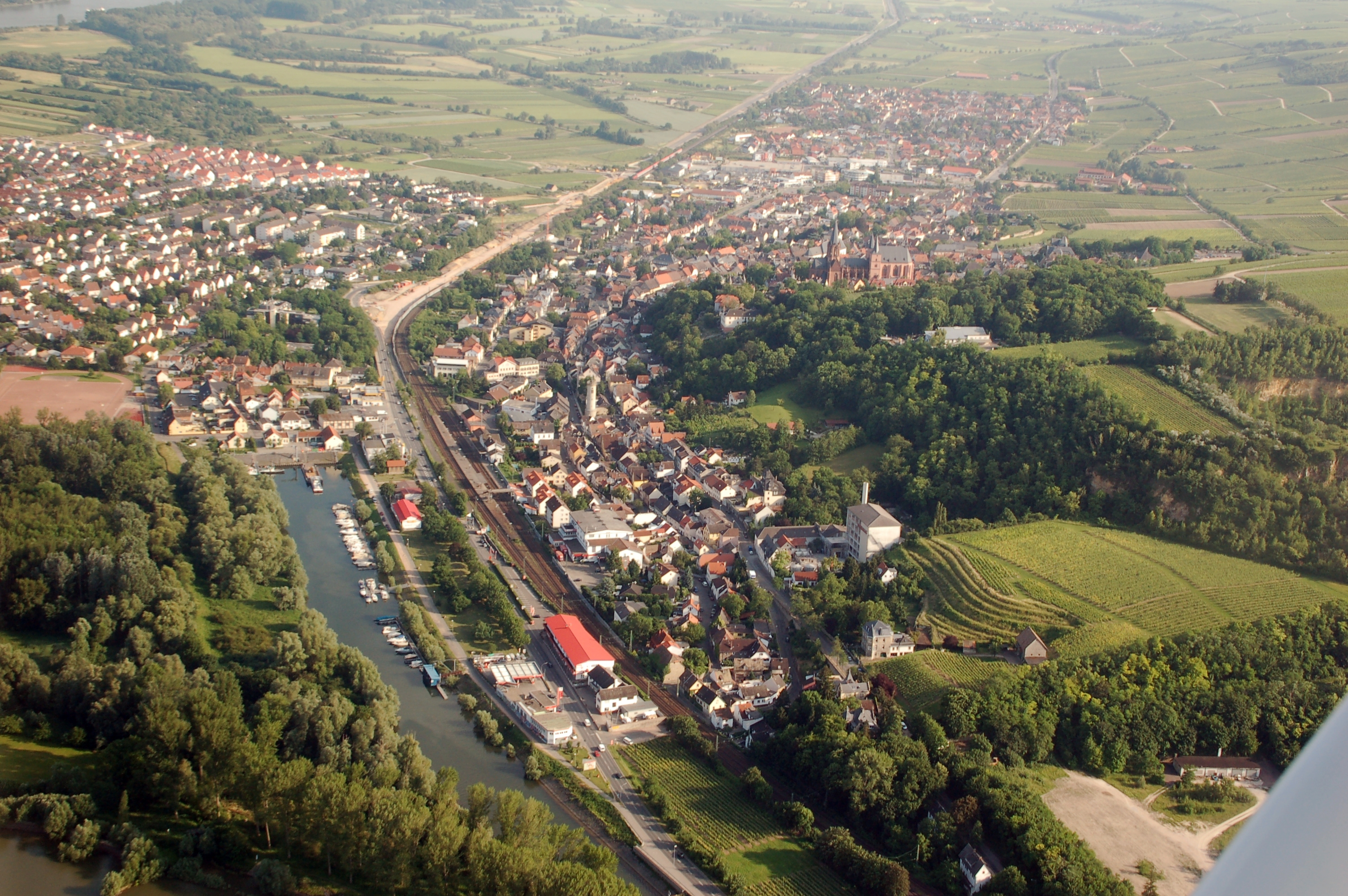
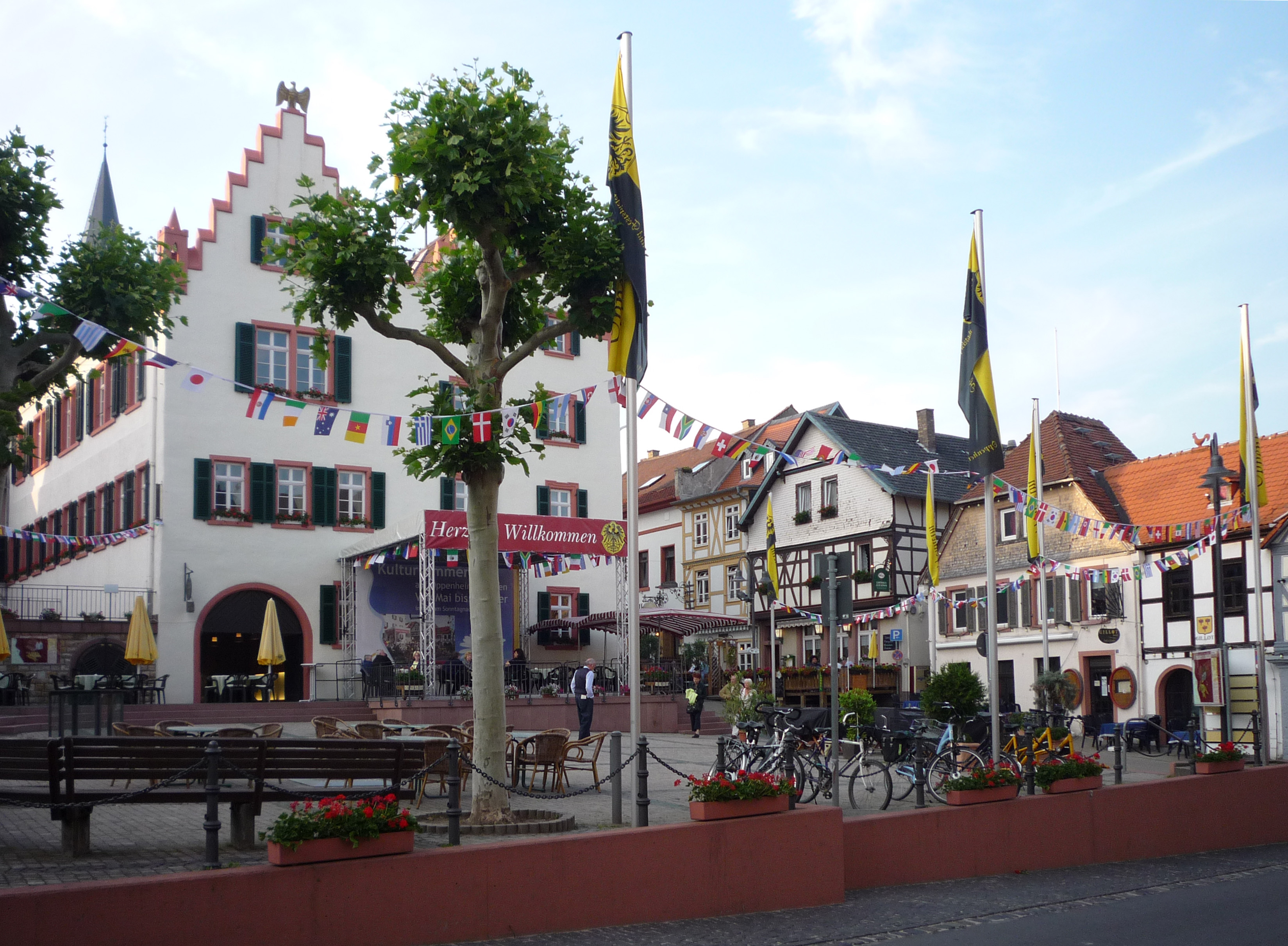
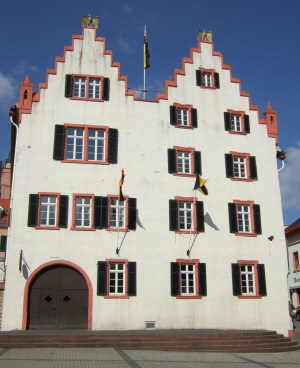
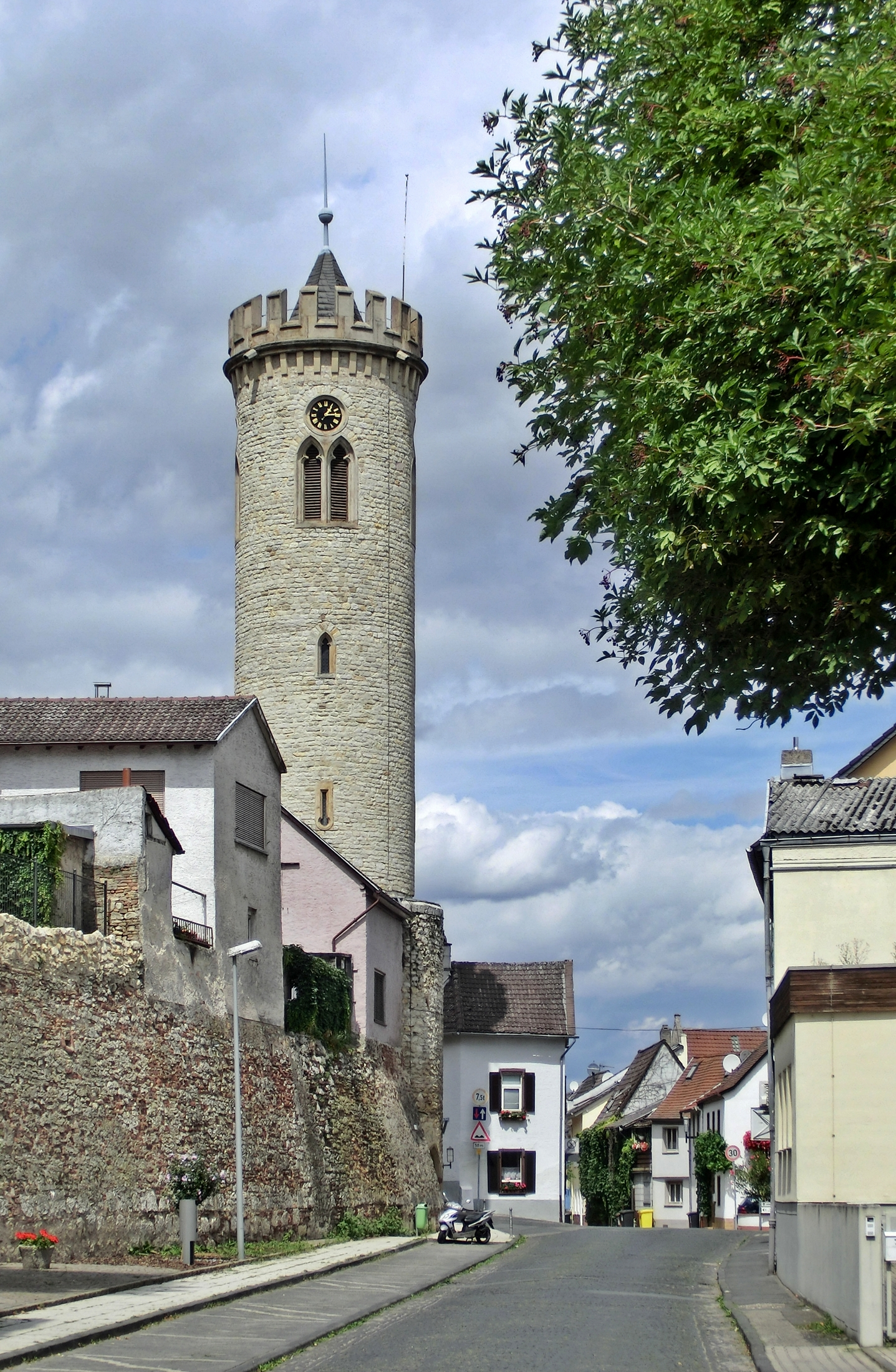
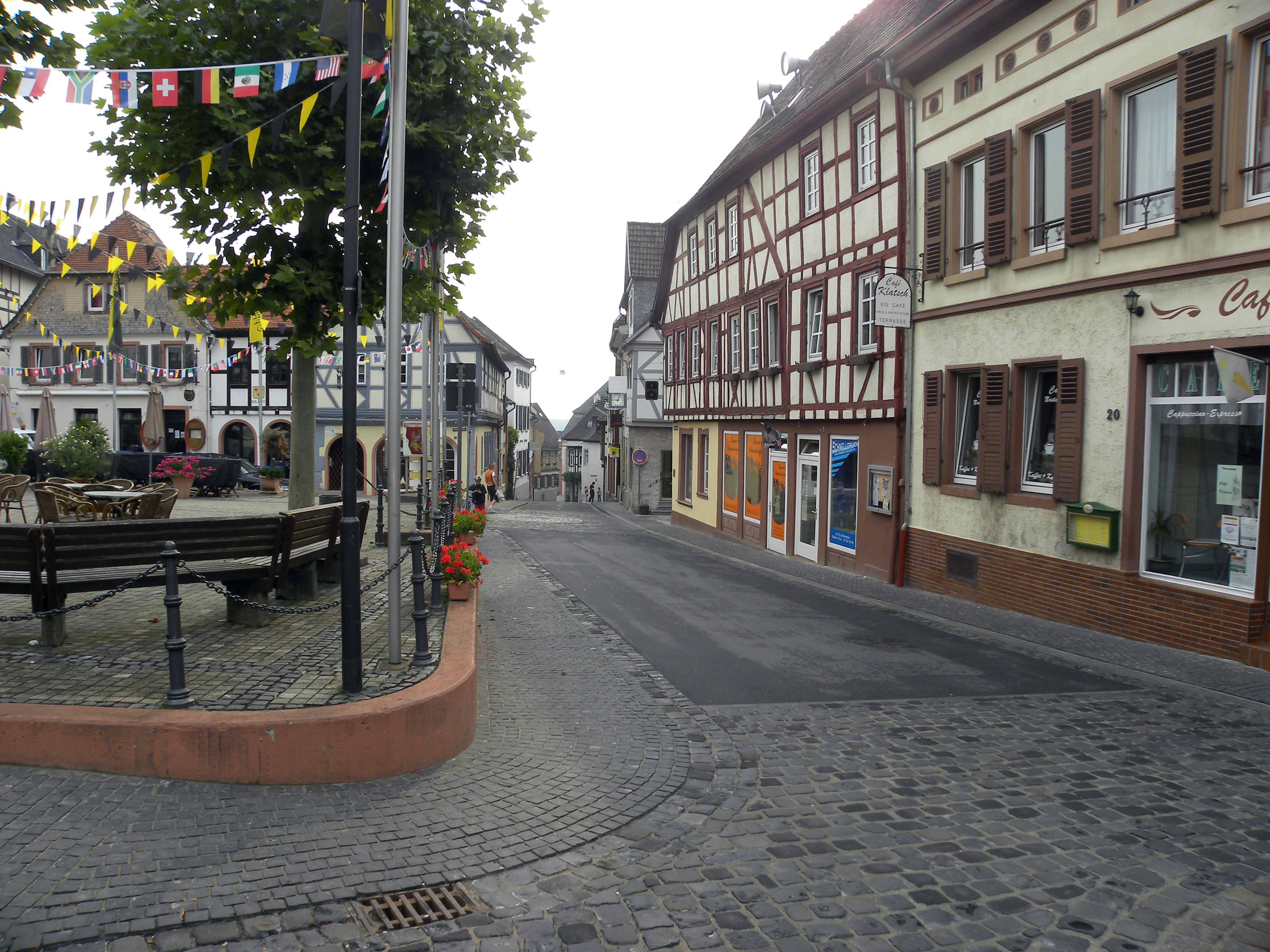
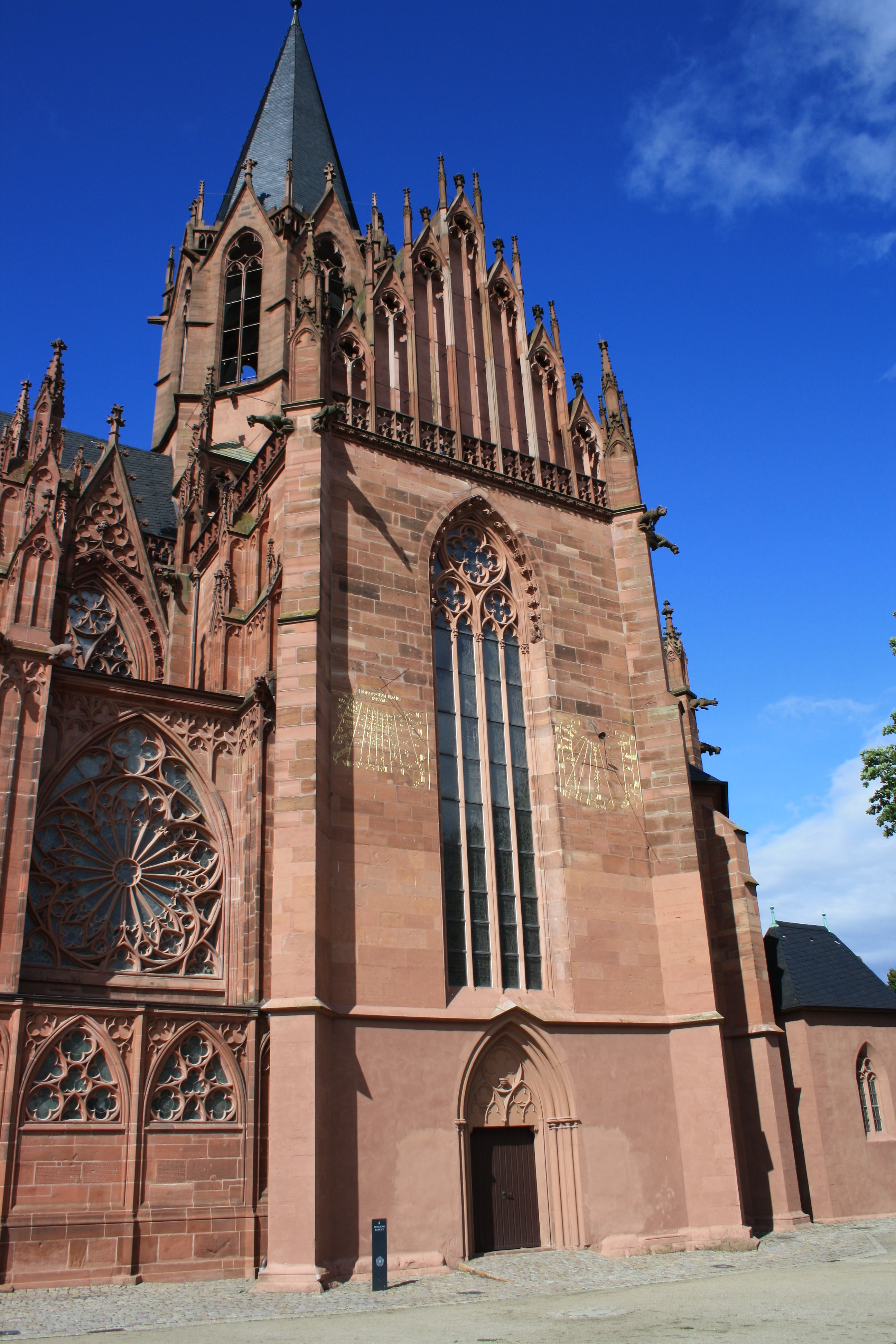
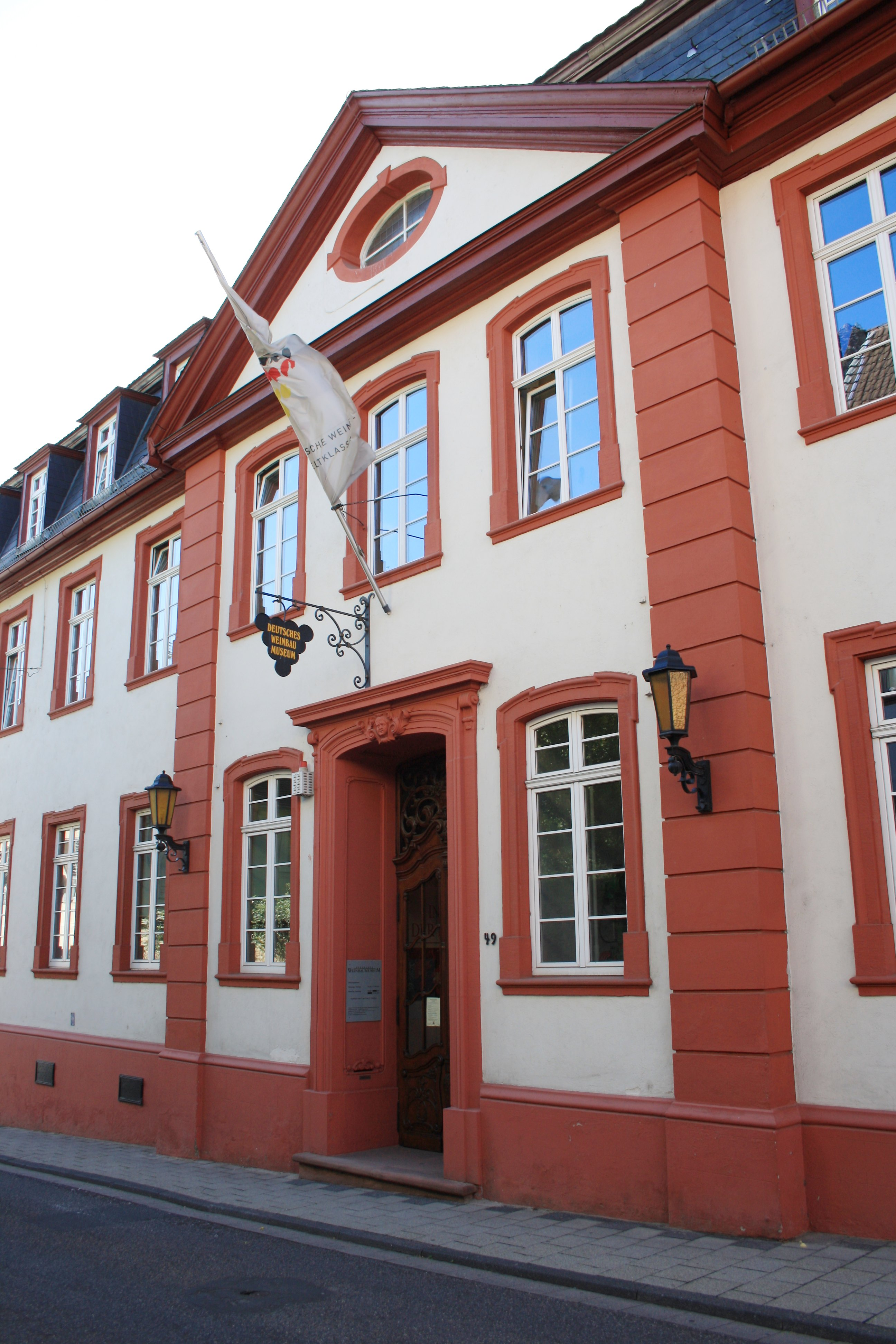

- Catharinakerk
- Michaëlskapel

Appenheim ·
Aspisheim ·
Bacharach ·
Badenheim ·
Bingen am Rhein ·
Bodenheim ·
Breitscheid ·
Bubenheim ·
Budenheim ·
Dalheim ·
Dexheim ·
Dienheim ·
Dolgesheim ·
Dorn-Dürkheim ·
Eimsheim ·
Engelstadt ·
Essenheim ·
Friesenheim ·
Gau-Algesheim ·
Gau-Bischofsheim ·
Gensingen ·
Grolsheim ·
Guntersblum ·
Hahnheim ·
Harxheim ·
Heidesheim am Rhein ·
Hillesheim ·
Horrweiler ·
Ingelheim am Rhein ·
Jugenheim in Rheinhessen ·
Klein-Winternheim ·
Köngernheim ·
Lörzweiler ·
Ludwigshöhe ·
Manubach ·
Mommenheim ·
Münster-Sarmsheim ·
Nackenheim ·
Nieder-Hilbersheim ·
Nieder-Olm ·
Niederheimbach ·
Nierstein ·
Ober-Hilbersheim ·
Ober-Olm ·
Oberdiebach ·
Oberheimbach ·
Ockenheim ·
Oppenheim ·
Sankt Johann ·
Schwabenheim an der Selz ·
Selzen ·
Sörgenloch ·
Sprendlingen ·
Stadecken-Elsheim ·
Trechtingshausen ·
Uelversheim ·
Undenheim ·
Wackernheim ·
Waldalgesheim ·
Weiler bei Bingen ·
Weinolsheim ·
Welgesheim ·
Wintersheim ·
Wolfsheim ·
Zornheim ·
Zotzenheim